# Ким Джа Ин
Ким Джа Ин (кор. 김자인, родилась 11 сентября 1988 г в г. Ульсан в Южной Корее) — профессиональная скалолазка, специализирующаяся на выступлениях на международных соревнованиях в видах трудность и боулдеринг. Обладательница двух Кубков Мира в трудности (2010 и 2013 гг.), победительница турнира Rock Master в трудности (2010 г.), 8-ми кратная победительница в Чемпионате Азии в трудности.

## Биография
Родители Ким Джа Ин встретились на основе их общего хобби — альпинизма. Одно из первых её воспоминаний — это как они ходили в парк всей семьей, и её два старших брата лазили боулдеринг на камнях.
Ким Джа Ин начала лазать в 12 лет, в 2002 г. в 14 лет заняла первое место в трудности на молодёжном Чемпионате Азии. В 2004 г. она выиграла взрослый Чемпионат Азии в трудности и с тех пор никому не уступает первенство в нём. С этого же года она выступает на международных соревнованиях. Первый международный подиум — 3-е место на этапе Кубка Мира в трудности в Пурсе в 2007 г. С 2009 года она показала значительный прогресс в своих выступлениях и с тех пор стабильно удерживает лидерские позиции. В том году она заняла второе место по итогам Кубка Мира в трудности (до этого максимальное - 14-е место в 2007г.) и 5-е в боудеринге (в 2008 г. стала 0-й, в 2006 г. - 36-й).
Сейчас проживает в Сеуле. Изучает психологию спорта в аспирантуре.

## Физиологические параметры
Рост — 153 см.
Вес — 42 кг.
ИМТ — 17,9.

## Прохождения на скалах
Очень долгое время Джа-Ин Ким оставалась новичком на скалах. Только в мае 2014 г. ей удалось пролезть свой первый маршрут сложностью 8b+, а спустя несколько дней 8с и 8с+ - нависающий маршрут Reinis vibes в Masson, Арко.

## Участие в соревнованиях

### Кубок Мира
|            | 2004 | 2005 | 2006 | 2007 | 2008 | 2009 | 2010 | 2011 | 2012 | 2013 |
| ---------- | ---- | ---- | ---- | ---- | ---- | ---- | ---- | ---- | ---- | ---- |
| Трудность  | 25   | 18   | 28   | 14   | 18   | 2    | 1    | 2    | 2    | 1    |
| Боулдеринг |      |      | 36   | -    | 50   | 5    | 12   | 7    | 10   | 29   |

### Чемпионат Мира
|           | 2005 | 2007 | 2009 | 2011 | 2012 | 2014 |
| --------- | ---- | ---- | ---- | ---- | ---- | ---- |
| Трудность | 32   | 8    | 2    | 2    | 2    | 1    |
| Болдеринг | 12   | 45   | 17   | 11   | 5    | -    |

### Всемирные Игры
|           | 2005 | 2009 | 2013 |
| --------- | ---- | ---- | ---- |
| Трудность | 4    | 2    | 2    |

### Rock Master
|           | 2009 | 2010 | 2011 | 2012 | 2013 |
| --------- | ---- | ---- | ---- | ---- | ---- |
| Трудность | 3    | 1    |      |      | 2    |
| Дуэль     |      |      | 5    |      | 3    |

## Статистика

### Подиумы на Кубке Мира в трудности
| Год   | 1  | 2 | 3 | Всего подиумов |
| ----- | -- | - | - | -------------- |
| 2004  |    |   |   |                |
| 2005  |    |   |   |                |
| 2006  |    |   |   |                |
| 2007  |    |   | 1 | 1              |
| 2008  |    |   |   |                |
| 2009  | 1  | 2 |   | 3              |
| 2010  | 5  |   |   | 5              |
| 2011  | 5  | 1 | 1 | 7              |
| 2012  | 3  | 2 | 1 | 6              |
| 2013  | 4  | 2 | 1 | 7              |
| Итого | 18 | 7 | 4 | 29             |

### Подиумы на Кубке Мира в боулдеринге
| Год   | 1 | 2 | 3 | Всего подиумов |
| ----- | - | - | - | -------------- |
| 2006  |   |   |   |                |
| 2007  |   |   |   |                |
| 2008  |   |   |   |                |
| 2009  |   | 1 |   | 1              |
| 2010  |   |   | 2 | 2              |
| 2011  | 1 |   | 1 | 2              |
| 2012  |   |   | 1 | 1              |
| Итого | 1 | 1 | 4 | 6              |